# 吉原祐太郎
吉原 祐太郎（よしわら ゆうたろう、1860年10月1日（万延元年8月17日） - 1936年（昭和11年）3月2日）は、日本の政治家。衆議院議員（2期）。

## 経歴
愛知県出身。農業と漁業と鉱業を営む。高師村会議員、同村長、渥美郡会議員、同参事会員、愛知県会議員、同参事会員を歴任する。また、渥美電鉄(株)社長となる。
1912年の第11回衆議院議員総選挙において愛知県郡部から立憲政友会公認で立候補して当選する。1915年の第12回衆議院議員総選挙と1917年の第13回衆議院議員総選挙は不出馬。1920年の第14回衆議院議員総選挙において愛知13区から立候補して当選する。衆議院議員を2期務め、1924年の第15回衆議院議員総選挙には立候補しなかった。1936年に死去した。